# Idaea crinitaria
Idaea crinitaria är en fjärilsart som beskrevs av Otto Staudinger 1897. Idaea crinitaria ingår i släktet Idaea och familjen mätare. Inga underarter finns listade i Catalogue of Life.